# Pescara Calcio 1974-1975
Questa voce raccoglie le informazioni riguardanti il Pescara Calcio nelle competizioni ufficiali della stagione 1974-1975.

## Rosa
| N. |                   | Ruolo | Calciatore           |
| -- | ----------------- | ----- | -------------------- |
|    | Italia (bandiera) | A     | Walter Ballarin      |
|    | Italia (bandiera) | D     | Ivan Bertuolo        |
|    | Italia (bandiera) | D     | Francesco Ciampoli   |
|    | Italia (bandiera) | A     | Romolo Ciardella     |
|    | Italia (bandiera) | P     | Paolo Cimpiel        |
|    | Italia (bandiera) | D     | Gianfranco De Marchi |
|    | Italia (bandiera) | D     | Gianni Facchinello   |
|    | Italia (bandiera) | C     | Antonio Lopez        |
|    | Italia (bandiera) | A     | Desiderio Marchesi   |
|    | Italia (bandiera) | C     | Bruno Nobili         |

| N. |                   | Ruolo | Calciatore        |
| -- | ----------------- | ----- | ----------------- |
|    | Italia (bandiera) | D     | Gianni Palanca    |
|    | Italia (bandiera) | C     | Enrico Pennati    |
|    | Italia (bandiera) | C     | Giovanni Pirola   |
|    | Italia (bandiera) | C     | Edmondo Prosperi  |
|    | Italia (bandiera) | D     | Franco Rosati     |
|    | Italia (bandiera) | D     | Matteo Santucci   |
|    | Italia (bandiera) | A     | Corrado Serato    |
|    | Italia (bandiera) | P     | Giuseppe Ventura  |
|    | Italia (bandiera) | C     | Vincenzo Zucchini |

## Risultati

### Serie B

#### Girone di andata
| 29 settembre 1974 1ª giornata | Pescara | 1 – 1 | Palermo |  |

| 6 ottobre 1974 2ª giornata | Foggia | 1 – 0 | Pescara |  |

| 13 ottobre 1974 3ª giornata | Pescara | 0 – 0 | Reggiana |  |

| 20 ottobre 1974 4ª giornata | Pescara | 2 – 0 | Taranto |  |

| 27 ottobre 1974 5ª giornata | Parma | 1 – 1 | Pescara |  |

| 3 novembre 1974 6ª giornata | Pescara | 1 – 0 | Genoa |  |

| 10 novembre 1974 7ª giornata | Novara | 1 – 0 | Pescara |  |

| 17 novembre 1974 8ª giornata | Pescara | 1 – 0 | Sambenedettese |  |

| 24 novembre 1974 9ª giornata | Como | 1 – 0 | Pescara |  |

| 1º dicembre 1974 10ª giornata | Pescara | 2 – 1 | Catanzaro |  |

| 8 dicembre 1974 11ª giornata | Brescia | 2 – 1 | Pescara |  |

| 15 dicembre 1974 12ª giornata | Pescara | 1 – 1 | Arezzo |  |

| 22 dicembre 1974 13ª giornata | SPAL | 1 – 1 | Pescara |  |

| 5 gennaio 1975 14ª giornata | Brindisi | 0 – 0 | Pescara |  |

| 12 gennaio 1975 15ª giornata | Pescara | 2 – 1 | Verona |  |

| 19 gennaio 1975 16ª giornata | Avellino | 1 – 1 | Pescara |  |

| 26 gennaio 1975 17ª giornata | Pescara | 0 – 0 | Alessandria |  |

| 2 febbraio 1975 18ª giornata | Perugia | 2 – 2 | Pescara |  |

| 9 febbraio 1975 19ª giornata | Pescara | 1 – 1 | Atalanta |  |

#### Girone di ritorno
| 16 febbraio 1975 20ª giornata | Palermo | 1 – 0 | Pescara |  |

| 23 febbraio 1975 21ª giornata | Pescara | 2 – 0 | Foggia |  |

| 2 marzo 1975 22ª giornata | Reggiana | 2 – 2 | Pescara |  |

| 9 marzo 1975 23ª giornata | Taranto | 2 – 0 | Pescara |  |

| 16 marzo 1975 24ª giornata | Pescara | 1 – 1 | Parma |  |

| 23 marzo 1975 25ª giornata | Genoa | 2 – 1 | Pescara |  |

| 30 marzo 1975 26ª giornata | Pescara | 1 – 0 | Novara |  |

| 6 aprile 1975 27ª giornata | Sambenedettese | 2 – 1 | Pescara |  |

| 13 aprile 1975 28ª giornata | Pescara | 1 – 0 | Como |  |

| 20 aprile 1975 29ª giornata | Catanzaro | 1 – 0 | Pescara |  |

| 27 aprile 1975 30ª giornata | Pescara | 1 – 1 | Brescia |  |

| 4 maggio 1975 31ª giornata | Arezzo | 3 – 2 | Pescara |  |

| 11 maggio 1975 32ª giornata | Pescara | 2 – 1 | SPAL |  |

| 18 maggio 1975 33ª giornata | Pescara | 0 – 1 | Brindisi |  |

| 25 maggio 1975 34ª giornata | Verona | 0 – 0 | Pescara |  |

| 1º giugno 1975 35ª giornata | Pescara | 1 – 1 | Avellino |  |

| 8 giugno 1975 36ª giornata | Alessandria | 2 – 2 | Pescara |  |

| 15 giugno 1975 37ª giornata | Pescara | 1 – 1 | Perugia |  |

| 22 giugno 1975 38ª giornata | Atalanta | 2 – 2 | Pescara |  |

## Statistiche

### Statistiche di squadra
| Competizione | Punti | In casa | In casa | In casa | In casa | In casa | In casa | In trasferta | In trasferta | In trasferta | In trasferta | In trasferta | In trasferta | Totale | Totale | Totale | Totale | Totale | Totale | DR |
| Competizione | Punti | G       | V       | N       | P       | Gf      | Gs      | G            | V            | N            | P            | Gf           | Gs           | G      | V      | N      | P      | Gf     | Gs     | DR |
| ------------ | ----- | ------- | ------- | ------- | ------- | ------- | ------- | ------------ | ------------ | ------------ | ------------ | ------------ | ------------ | ------ | ------ | ------ | ------ | ------ | ------ | -- |
| Serie B      | 36    | 19      | 9       | 9       | 1       | 21      | 11      | 19           | 0            | 9            | 10           | 16           | 27           | 38     | 9      | 18     | 11     | 37     | 38     | -1 |
| Coppa Italia | 5     | 2       | 1       | 1       | 0       | 2       | 1       | 2            | 1            | 0            | 1            | 4            | 4            | 4      | 2      | 1      | 1      | 6      | 5      | +1 |
| Totale       |       | 21      | 10      | 10      | 1       | 23      | 12      | 21           | 1            | 9            | 11           | 20           | 31           | 42     | 11     | 19     | 12     | 43     | 43     | 0  |

### Statistiche dei giocatori
| Giocatore      | Serie B  | Serie B | Serie B     | Serie B    | Coppa Italia | Coppa Italia | Coppa Italia | Coppa Italia | Totale   | Totale | Totale      | Totale     |
| Giocatore      | Presenze | Reti    | Ammonizioni | Espulsioni | Presenze     | Reti         | Ammonizioni  | Espulsioni   | Presenze | Reti   | Ammonizioni | Espulsioni |
| -------------- | -------- | ------- | ----------- | ---------- | ------------ | ------------ | ------------ | ------------ | -------- | ------ | ----------- | ---------- |
| W. Ballarin    | 18       | 2       | ?           | ?          | ?            | ?            | ?            | ?            | 18+      | 2+     | ?           | ?          |
| I. Bertuolo    | 27       | 0       | ?           | ?          | ?            | ?            | ?            | ?            | 27+      | 0+     | ?           | ?          |
| F. Ciampoli    | 35       | 0       | ?           | ?          | ?            | ?            | ?            | ?            | 35+      | 0+     | ?           | ?          |
| R. Ciardella   | 25       | 0       | ?           | ?          | ?            | ?            | ?            | ?            | 25+      | 0+     | ?           | ?          |
| P. Cimpiel     | 36       | -35     | ?           | ?          | ?            | ?            | ?            | ?            | 36+      | -35+   | ?           | ?          |
| G. De Marchi   | 27       | 0       | ?           | ?          | ?            | ?            | ?            | ?            | 27+      | 0+     | ?           | ?          |
| G. Facchinello | 13       | 0       | ?           | ?          | ?            | ?            | ?            | ?            | 13+      | 0+     | ?           | ?          |
| T. Lopez       | 32       | 4       | ?           | ?          | ?            | ?            | ?            | ?            | 32+      | 4+     | ?           | ?          |
| D. Marchesi    | 24       | 7       | ?           | ?          | ?            | ?            | ?            | ?            | 24+      | 7+     | ?           | ?          |
| B. Nobili      | 35       | 8       | ?           | ?          | ?            | ?            | ?            | ?            | 35+      | 8+     | ?           | ?          |
| G. Palanca     | 14       | 0       | ?           | ?          | ?            | ?            | ?            | ?            | 14+      | 0+     | ?           | ?          |
| E. Pennati     | 6        | 0       | ?           | ?          | ?            | ?            | ?            | ?            | 6+       | 0+     | ?           | ?          |
| G. Pirola      | 34       | 0       | ?           | ?          | ?            | ?            | ?            | ?            | 34+      | 0+     | ?           | ?          |
| E. Prosperi    | 3        | 0       | ?           | ?          | ?            | ?            | ?            | ?            | 3+       | 0+     | ?           | ?          |
| F. Rosati      | 16       | 0       | ?           | ?          | ?            | ?            | ?            | ?            | 16+      | 0+     | ?           | ?          |
| M. Santucci    | 32       | 2       | ?           | ?          | ?            | ?            | ?            | ?            | 32+      | 2+     | ?           | ?          |
| C. Serato      | 33       | 9       | ?           | ?          | ?            | ?            | ?            | ?            | 33+      | 9+     | ?           | ?          |
| G. Ventura     | 3        | -3      | ?           | ?          | ?            | ?            | ?            | ?            | 3+       | -3+    | ?           | ?          |
| V. Zucchini    | 33       | 5       | ?           | ?          | ?            | ?            | ?            | ?            | 33+      | 5+     | ?           | ?          |